# Ouaka
Ouaka är en 550 km lång flod i Centralafrikanska republiken, ett biflöde till Oubangui. Den rinner genom den centrala delen av landet, 170 km öster om huvudstaden Bangui.